# Renã A. S. Robinson
Renã AS Robinson est une professeure associée et Dorothy J. Wingfield Phillips est membre de la faculté du chancelier au département de chimie de l'Université Vanderbilt, où elle est la chercheuse principale du laboratoire RASR.
Robinson est reconnue comme un leader émergent en protéomique et dans l’étude de la maladie d’Alzheimer, de la septicémie et du vieillissement. Elle a développé une nouvelle stratégie de multiplexage pour la Protéomique quantitative (en) appelée cPILOT . Elle a reçu de nombreux prix, dont le Pittsburgh Conference Achievement Award 2017,.

## Éducation et recherche précoce
Née Rena A. Sowell, Renã AS Robinson est mariée et a deux enfants. Robinson a obtenu son baccalauréat en chimie à l'Université de Louisville en 2000. Elle a obtenu son doctorat en chimie analytique en 2007 de l'Université d'Indiana à Bloomington, où elle a travaillé avec David E. Clemmer (en). Alors qu'elle était encore doctorante, elle a été pionnière dans des travaux combinant des techniques de spectrométrie de mobilité ionique et de spectrométrie de masse à temps de vol pour identifier les protéines chez les mouches à fruits et étudier le vieillissement ,. Ces méthodes de protéomique ont été utilisées pour identifier plus de 1 600 protéines. Les résultats ont indiqué des liens entre les protéines métaboliques et de réponse aux défenses et le vieillissement.
Robinson a ensuite travaillé avec Allan Butterfield (en) à l'Université du Kentucky, recevant deux bourses postdoctorales : la bourse Lyman T. Johnson (en) et la bourse postdoctorale UNCF/Merck,. Avec Butterfield, elle a utilisé des méthodes protéomiques pour étudier la maladie d'Alzheimer chez les animaux et les humains,. Ses recherches ont été importantes dans la découverte du laboratoire selon laquelle le stress oxydatif des radicaux libres affecte le cerveau atteint de la maladie d'Alzheimer.

## Carrière scientifique
De 2009 à 2017, Robinson a été professeur adjoint au département de chimie de l'Université de Pittsburgh et membre du corps professoral du Centre de spectrométrie de masse biomédicale de la Faculté de médecine de l'Université de Pittsburgh (en), et du Centre de recherche sur la maladie d'Alzheimer de l'Université de Pittsburgh. Fin 2017, elle a rejoint l'Université Vanderbilt où elle dirige désormais le laboratoire RASR en tant que professeur associé de chimie, au département de chimie, au département de neurologie et membre du corps professoral du département de biologie chimique et du Vanderbilt Memory & Alzheimer's Center .
Les recherches de Robinson portent sur la manière dont les changements dans le cerveau et le reste du corps sont liés aux maladies neurodégénératives telles que la maladie d’Alzheimer,. Les bases moléculaires des disparités raciales dans les maladies liées à l’âge, selon lesquelles certaines populations présentent une incidence et un risque de maladie plus élevés, présentent un intérêt particulier. Par exemple, les populations noires et hispaniques développent la maladie d’Alzheimer à un rythme deux à trois fois plus élevé que la majorité de la population américaine. Bien que de nombreux facteurs puissent contribuer aux disparités en matière de santé, Robinson utilise une variété de méthodologies analytiques à haut débit et de nouvelles approches protéomiques pour déterminer si les différences moléculaires peuvent aider à expliquer les disparités dans la maladie d'Alzheimer et la septicémie,,. L’une des questions qu’elle étudie est de savoir si les changements externes au cerveau, tels que le stress oxydatif ou les altérations métaboliques, se produisent avant ou après les changements à l’intérieur du cerveau,.
Les protéines sont impliquées dans des fonctions majeures dans tout le corps, notamment la communication entre les cellules. Les changements dans la fonction des protéines, ou dans le niveau d’expression d’une protéine, peuvent se répercuter d’une protéine à une autre dans un système. Le comportement des protéines change avec l’âge, mais les scientifiques ne savent pas encore pourquoi : est-ce le résultat de dommages progressifs au fil du temps, dus à des facteurs de stress oxydatifs ou à d’autres causes ; ou existe-t-il un signal inhérent qui déclenche des changements avec l’âge, et si oui, à quoi sert-il ? En étudiant l'immunosénescence, Robinson espère relier les changements précoces du système immunitaire aux changements des systèmes moléculaires et au développement de la maladie d’Alzheimer et d’autres maladies liées à l’âge.
Robinson continue de développer de nouveaux équipements et techniques pour la spectrométrie de mobilité ionique (IMS) et la spectrométrie de masse (MS). Elle développe de nouvelles techniques de protéomique qui sont utilisées pour étudier les bases moléculaires du vieillissement dans tout le corps, en particulier la production de protéines précurseurs amyloïdes et de peptides bêta-amyloïdes dans les organes au-delà du système nerveux central,. Robinson a développé une nouvelle stratégie de multiplexage pour la Protéomique quantitative (en) appelée « marquage isotopique précurseur combiné et Marquage isobare (en)» ou cPILOT, qui peut examiner 12 ou 16 échantillons à la fois ,, ,. En remplaçant des atomes précurseurs spécifiques par leur isotope, en surveillant les réactions et en suivant le passage d'un isotope dans le corps, Robinson identifie les protéines qui ont été modifiées,. Une meilleure compréhension des changements qui se produisent dans la maladie d’Alzheimer pourrait conduire au développement de nouveaux traitements.
Robinson est l'actuel président de l'Organisation nationale pour l'avancement professionnel des chimistes et ingénieurs chimistes noirs.

## Science publique et mentorat
En plus de son dévouement à l'amélioration de la santé humaine grâce à la recherche scientifique, Robinson se concentre également sur la fourniture d'activités de développement professionnel et scientifique aux étudiants de premier cycle, aux étudiants diplômés et aux chercheurs postdoctoraux, ainsi que sur la participation à des activités de sensibilisation communautaire pour les élèves de la maternelle à la 12e année. Robinson était directrice associée de la sensibilisation, du recrutement et de l'éducation au Centre de recherche sur la maladie d'Alzheimer de l'Université de Pittsburgh, et a continué à fournir du mentorat à l'intérieur et à l'extérieur de son laboratoire universitaire à l'université Vanderbilt,. En tant que membre de Vanderbilt Global Voices , Robinson continue de sensibiliser le public à son travail lié aux disparités raciales et ethniques dans la maladie d'Alzheimer ainsi qu'aux facteurs de risque ayant un impact sur l'effet disproportionné du COVID-19 dans les communautés de couleur aux États-Unis,.

## Sélection de publications
- Stepler KE, Robinson RAS, Reviews on Biomarker Studies in Psychiatric and Neurodegenerative Disorders, vol. 1118, coll. « Advances in Experimental Medicine and Biology », 2019, 1–28 p. (ISBN 978-3-030-05541-7, PMID 30747415, DOI 10.1007/978-3-030-05542-4_1, S2CID 73443710), « The Potential of 'Omics to Link Lipid Metabolism and Genetic and Comorbidity Risk Factors of Alzheimer's Disease in African Americans »
- Evans, Gu, Guerrero et Robinson, « Global cPILOT analysis of the APP/PS-1 mouse liver proteome », Proteomics: Clinical Applications, vol. 9, nos 9–10,‎ octobre 2015, p. 872–884 (PMID 25620666, DOI 10.1002/prca.201400149, S2CID 24483426)[2].
- Cao, Yende, Kellum et Angus, « Proteomics Reveals Age-Related Differences in the Host Immune Response to Sepsis », Journal of Proteome Research, vol. 13, no 2,‎ 7 février 2014, p. 422–432 (PMID 24266763, PMCID 3976438, DOI 10.1021/pr400814s)[2]
- Sowell, Hersberger, Kaufman et Clemmer, « Examining the Proteome of Drosophila Across Organism Lifespan », Journal of Proteome Research, vol. 6, no 9,‎ septembre 2007, p. 3637–3647 (PMID 17696518, DOI 10.1021/pr070224h)[2]

## Récompenses
- Liste des experts 2024 : Héros de la santé humaine, scientifiques analytiques[25];
- Liste des talents 2023 – Mentors et éducateurs, scientifiques analytiques[26];
- 2019, Vanderbilt Global Voices Fellowship (anciennement Chancellor's Public Voices Fellowship), de l'Université Vanderbilt[22] ;
- 2019, Prix de mentorat Margaret Cuninggim, de l'Université Vanderbilt[27];
- 2017, Pittsburgh Conference Achievement Award, décerné par Pittcon et la Society for Analytical Chemists of Pittsburgh (SACP). [3],[28];
- 2016, Prix Femmes d'excellence, New Pittsburgh Courier[29];
- 2016, Prix des Douze Talents, décerné par Chemical and Engineering News [2],[30],[6] ;
- 2016, Investigateur émergent, de Analyst [31];
- 2016, Jeune chercheur, Chimie analytique et bioanalytique[1] ;
- 2015, ASMS Emerging Investigator, du Journal de l'American Society for Mass Spectrometry[13].